# Eperjes–Homonna-vasútvonal
Az Eperjes-Homonna vasútvonal (szlovákiai számozás szerint 193-as vasútvonal) egy egyvágányú, villamosítatlan szlovákiai vasútvonal, mely Eperjest és Homonnát köti össze Varannó és Őrmező érintésével.

## Története
Őrmező és Homonna között a Łupków felé tartó vasútvonal már 1871-ben kiépült, Eperjes és Kapi között 1893-bban épült fel a vasút, ez volt a Bártfa felé tartó vasútvonal. Őrmező és Kapi között azonban csak a második világháború idején az önálló Szlovákia kezdeményezésére épült fel. Ennek oka az volt, hogy a határmódosítások következtében nem volt Kelet-Szlovákiának olyan vasútvonala, amelyen az közvetlenül érintkezhetett volna az ország többi részével. 1943. szeptember 5-én készült el a vonal, melyet főként politikai foglyok és internált cigányok építettek.

## Forgalom
A vonalon egész napos órás ütemes menetrend van érvényben. A személyvonatok minden állomáson és megállóhelyen megállnak. Egyes gyorsvonatok Homonna után még továbbközlekednek Takcsányig, egy expresszvonat pedig Pozsonytól Homonnáig közlekedik.

## Fordítás
Ez a szócikk részben vagy egészben  a(z)   Železničná trať Prešov – Humenné című szlovák Wikipédia-szócikk ezen változatának fordításán alapul.  Az eredeti cikk szerkesztőit annak laptörténete sorolja fel. Ez a jelzés csupán a megfogalmazás eredetét és a szerzői jogokat jelzi, nem szolgál a cikkben szereplő információk forrásmegjelöléseként.